# رودلف هوبنر (عسكري)
رودلف هوبنر (بالألمانية: Rudolf Hübner)‏ هو عسكري ألماني، ولد في 29 أبريل 1897، وتوفي في 28 فبراير 1965 في لمغو في ألمانيا.